# Ekster (film)
Ekster is een Belgische thriller uit 1982 van Peter Simons. De film is uitgekomen als televisiefilm.

## Verhaal
Een diamantair wordt vergiftigd door een afperser met de bijnaam "ekster". De enige manier om het tegengif te bekomen en zijn eigen leven te redden is om in ruil een waardevolle diamant aan ekster te geven.

## Rolverdeling
| Acteur              | Personage        |
| ------------------- | ---------------- |
| Jo De Meyere        | Ekster           |
| Ugo Prinsen         | Adams            |
| Jeanine Schevernels | Gaby Wiedemeyer  |
| Marc Bober          | Harry Weyler     |
| Ward de Ravet       | Simon Wiedemeyer |
| Paul Cammermans     | Kessier          |
| Ludo Busschots      | Vandam           |
| Lia Lee             | mevrouw Mertens  |